# Trichodesma lithospermoides
Trichodesma lithospermoides är en strävbladig växtart som beskrevs av Johann Jakob Roemer och Schult. Trichodesma lithospermoides ingår i släktet Trichodesma och familjen strävbladiga växter. Inga underarter finns listade i Catalogue of Life.